# Gunhild Sveinsdatter
Gunhild eller Gunnhild (ukendt fødselsår, død efter 1050) var en af ladejarlen Svend Håkonssons døtre og gift med kong Anund Jakob af Sverige.
Hun forveksles af og til med den Gunnhild, som var gift med den danske konge Svend Estridsen.
Adam af Bremen oplyser dog, at hun var enke efter Anund og ikke skal forveksles med en vis "Gyde", som blev dræbt af Thora.
Saxo Grammaticus omtaler hende til tider som Guda eller Gyda.

## Biografi
Den eneste kilde til hendes eksistens er et notat hos Adam af Bremen i Gesta Hammaburgensis ecclesiae pontificum fra 1070’erne, hvor hun omtales som relicta Anundi ("Anunds enke").
Ifølge Adam af Bremens beretning om Emund den Gamle sendte denne Adalvard den Ældre fra ærkestiftet Hamburg-Bremen. Efter at have passeret "bjergområderne i Sverige" kom de "frem i god behold til den fromme dronning Gunild eller Gyde – Anunds enke Gunild var én, og en anden var Gyde, som faldt for Thora – hun som blev skilt fra danernes konge, da de var for nært beslægtet, og som nu boede udenfor Danmark og havde viet sig til fromme gerninger".
Adam fortæller videre, at kong Svend "tog en blodbeslægtet kvinde fra Sverige til ægte. Ærkebiskoppen (Adalbert af Bremen) reagerede skarpt og sendte udsendinge til kongen med skarp kritik og trussel om bandlysning. I vrede truede kongen med at ødelægge hele Hamburg stift, men ærkebiskoppen lod sig ikke skræmme og stod fast, indtil den danske tyran måtte bøje sig for et brev fra paven og sende et skilsmissebrev til sin slægtning."
Ifølge Knytlingesagaen var det Anunds enke, som Svend Estridsson giftede sig med, og de fik angiveligt en søn ved navn Svend – opkaldt efter sin far.
I 1811 udgav P.E. Lindskog værket Försök til kort beskrivning av Skara stift, hvor han tolkede Adam af Bremen således, at Gudhems kloster var grundlagt af "den fromme dronning Gunhild", da hun – som formodet enke efter Svend Estridsson – vendte tilbage til sin ejendom i Västergötland fra Danmark i år 1052. I virkeligheden blev klosteret først grundlagt i 1152, hundrede år senere, da kong Karl Sverkersson skænkede Gudhems kongsgård til et nyoprettet nonnekloster.
Dog fortælles det, at Gunhild skulle være begravet på klosterets område.